# Кельмаха
Кельмаха — річка в Україні, у Черкаському районі Черкаської області. Ліва притока Жаботинки (басейн Дніпра).

## Опис
Довжина річки приблизно 6,9 км.

## Розташування
Бере початок на північному заході від села Шевченка. Тече переважно на південний схід через Плескачівку і біля Куликівки впадає у річку Жаботинку, праву притоку Тясмину.